# أبو ملعقة إفريقي
أبو ملعقة الأفريقي (Platalea alba) هو طائر من طيور جنس أبو ملعقة، والتي تنتمي لفصيلة أبو منجليات. وهذا الطائر يتوسع جيدا في إفريقيا ومدغشقر .

## مناطق وجوده
- وهي كباقي الأسرة تعيش في المستنقعات والبحيرات الضحلة ،وتعشش فوق الأشجار ،عموما، فإنه لا يختلط مع اللقالق أو مالك الحزين.

## التكاثر
- تلد عادة إناث أبو ملعقة الأفريقي 2-4 بيضات.

## الوصف
- من السهل التعرف عليها.لأنه أبيض اللون ويمكن تمييزها من بعيد باستثناء الساقين والمنقار فهي حمراء اللون، أما الصغار فلها منقار أصفر اللون.
- خلافا لمالك الحزين فإن أبو ملعقة يطير وراسه ممدودة.

## الغذاء
- وهي تأكل الأسماك والضفادع والحيوانات المائية الأخرى.

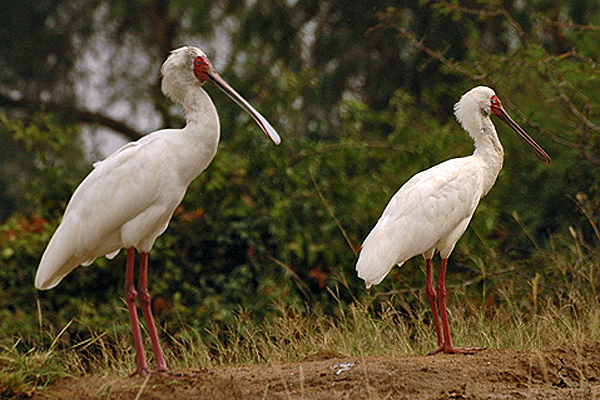
ذكريين من أبو ملعقة

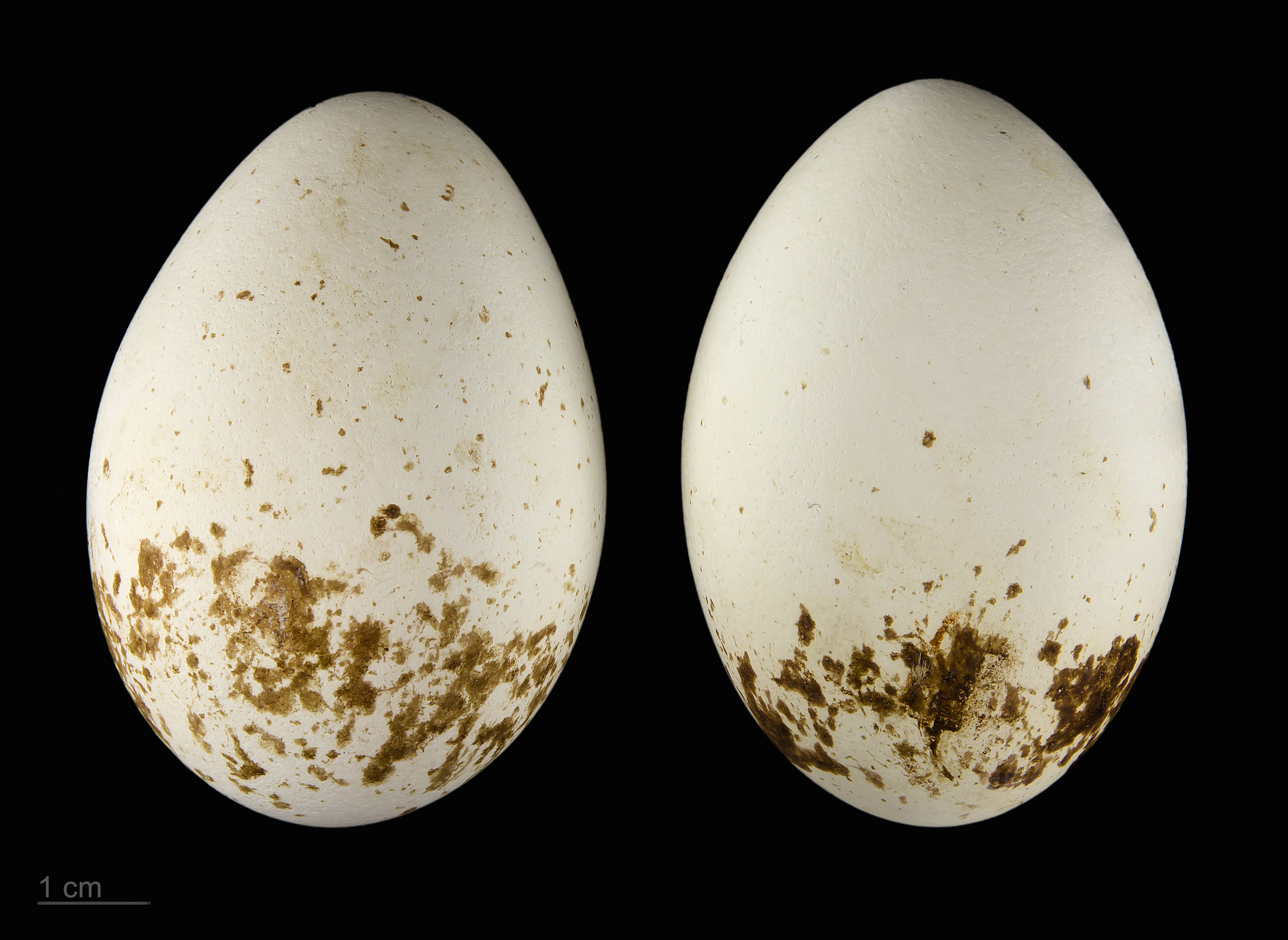
Platalea alba